# Aya Kōda
Pour les articles homonymes, voir Koda.
Aya Kōda (幸田 文, Kōda Aya) est une essayiste et romancière japonaise, née le 1er septembre 1904 à Tokyo et morte le 31 octobre 1990 à Ishioka. Elle est la deuxième fille du romancier Kōda Rohan de l'ère Meiji.

## Biographie
Aya Kōda est née à Tokyo. Elle perd sa mère à l'âge de 5 ans puis plus tard son petit frère et sa petite sœur. Elle étudie à l'école pour femmes de Tokyo (Joshigakuin). Elle se marie à 24 ans, mais divorce après 10 ans et retourne avec sa fille, Tama, pour vivre avec son père. Durant la Seconde Guerre mondiale, elle aide son père à conserver son emploi, ainsi qu'il est rapporté dans Koishikawa no Ie (小石川の家, « La Maison à Koishikawa ») de Tama Aoki. Ses premières œuvres, écrites quand elle avait 43 ans, sont les mémoires de la vie avec son père; elles comprennent Chichi (父, « Mon Père ») et Konna koto (こんなこと, « Une pareille affaire »). Reçus comme les écrits d'une fille dévouée, ils obtiennent un succès critique.
Ses récits ultérieurs, romans et essais explorent la vie des femmes, la famille et la culture traditionnelle. Ils comprennent le roman de 1955 Nagareru (Flowing), adapté au cinéma, ainsi que des essais tels que Kakera (« Fragments ») et Mono Iwanu Issho no Tomo (« Un ami pour la vie »), et des nouvelles dont Hina (« Les Poupées ») et Kunsho (« La Médaille »). Elle est lauréate du prix Yomiuri en 1955 pour Kuroi suso.
Sa fille Tama Aoki et sa petite-fille Nao Aoki sont également écrivaines.

## Liste des œuvres traduites en français
- Le Kimono noir, dans Anthologie de nouvelles japonaises contemporaines (Tome II), nouvelle traduite par Marc Mécréant, Gallimard, 1989.
- Les Poupées, dans La Famille - Anthologie de nouvelles japonaises contemporaines Tome 4, nouvelle traduite par Jean-Jacques Tschudin, Éditions du Rocher, 2009.

## Adaptations au cinéma
- 1956 : Au gré du courant (流れる, Nagareru?) de Mikio Naruse
- 1960 : Tendre et folle adolescence (おとうと, Otōto?) de Kon Ichikawa